# 국민혁명군
국민혁명군(중국어 정체자: 國民革命軍, 간체자: 国民革命军, 병음: Guómín Gémìng Jūn)은 1924년 6월 16일 중국 국민당의 군대로 창설된 당군(黨軍)으로, 1947년 12월 25일에 중화민국 국군으로 전환되었다. '국민당 정부의 군대'라는 뜻에서 국부군(國府軍)으로도 불렸다.

## 역사
국민혁명군은 1924년 중국 국민당이 군벌에 대항하여 중국을 통일하기 위한 군사조직으로 출범했다. 1924년 쑨원의 삼민주의사상으로 무장하고 신생 소비에트 연방의 붉은 군대의 지시하에 편제를 모방하여 코민테른의 지도로 조직된 국민혁명군은 그 조직상 정당, 정부, 군대의 조직의 경계가 모호한 집합체였다. 장교를 비롯한 군지도부 대부분은 황푸군관학교 출신자들로 채워졌고 북벌을 출병하기 전에 장제스가 총사령관이 되었다.
1927년 국공합작이 결렬되고 1928년 베이징을 군벌로부터 탈환하여 북벌이 완성되자 이후 약 10년간 국민혁명군은 공산당의 군대, 즉 홍군을 토벌하는 데 주력하였다. 총 5차례에 걸친 이른바 '홍비토벌작전'에도 불구하고 국민혁명군은 홍군의 주력을 분쇄하지 못했다. 1936년 시안 사건에 이어서 제2차 국공합작이 성립되고 일본의 침략이 본격화되자 홍군은 국민혁명군 제8로군으로 국민혁명군 편제내로 들어왔다. 제2차 세계 대전 직후, 연합국 일반 명령 제1호(1945년 9월 2일 공포)에 근거해, 베트남의 북위 16도선 이북에 국민혁명군이 진주하기도 하였다. 그러나, 일본의 패망 이후 재개된 공산군과의 내전에서 상당수의 국민혁명군이 공산군으로 넘어가고 연달아 패하였다.
1947년 1월 제정된 중화민국 헌법이 같은 해 12월 25일부터 시행되면서, 국민혁명군은 중화민국의 정규군인 중화민국 국군(國軍)으로 전환되었다.

## 조직

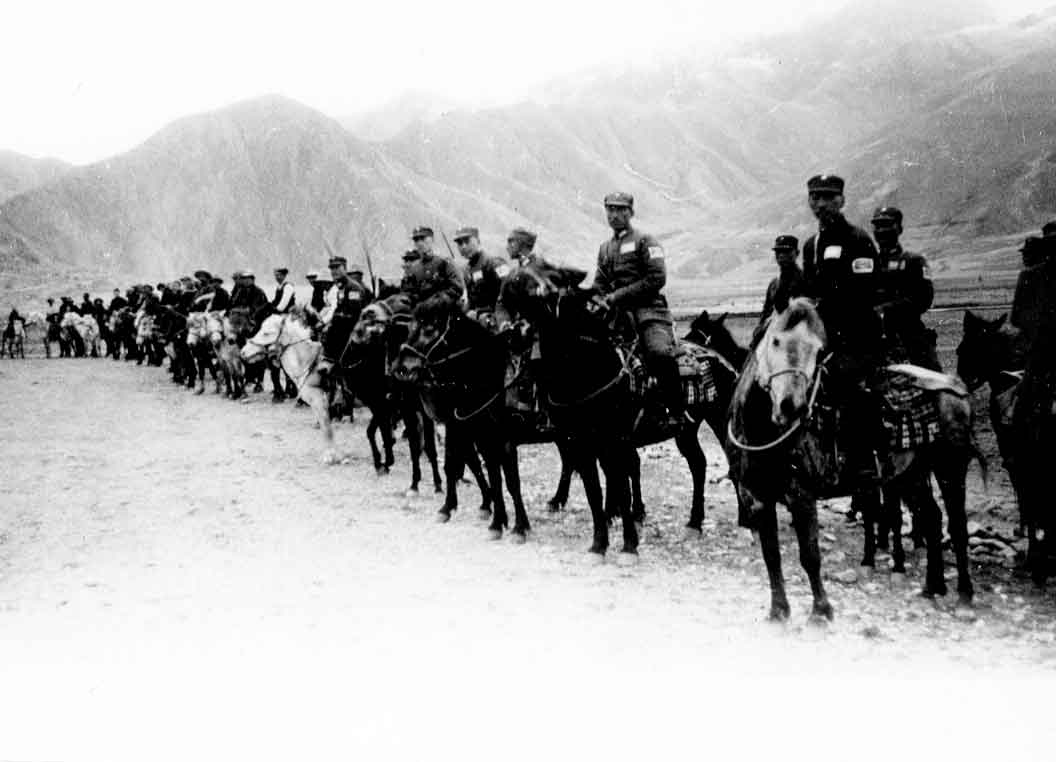
국민혁명군 기병대

국민혁명군은 370개의 정규사단(正式師), 46개의 신사단(新編師), 12개 기병사단(騎兵師), 8개 신기병사단(新編騎兵師) 그리고 13개의 예비사단(預備師)등으로 구성되었고 연인원 430만명이었다. 그러나 대부분 사단의 무장은 형편없었고 각 군벌의 사병화된 군단도 많았으며 명령체계 또한 일률적이지 않았다. 장제스는 자신의 잠재적 경쟁자인 지방 군벌의 군대에는 일부러 신무기 등의 보급을 꺼렸고 자신에게 충성스러운 부대에만 최정예무기를 지급하였다.
군대의 최상위의 명령체계에는 국민정부 군사위원회가 있었고 이 위원회의 주석은 장제스였다.
국민혁명군의 군사편제는 다음과 같다.(아래로 갈수록 하위편제임)
- 국민정부 군사위원회 (주석: 장제스)
- 군구 ×12(軍區)
- 병단 ×4(兵團)
- 집단군 ×40(集團軍)
- 로군 (路軍) : 후에 8로군은 공산군으로 이루어짐
- 군 ×30(軍)
- 군단 ×133(軍團)
- 사 (師) = 사단
- 여 (旅) = 여단
- 단 (團) = 연대
- 영 (營) = 대대
- 연 (連) = 중대
- 배 (排) = 소대
- 반 (班) = 분대

## 계급
|                | 계급               | 견장 |
| -------------- | ------------------ | ---- |
| 장관(將官)     | 특급상장(特級上將) |      |
| 장관(將官)     | 일급상장(一級上將) |      |
| 장관(將官)     | 이급상장(二級上將) |      |
| 장관(將官)     | 중장(中將)         |      |
| 장관(將官)     | 소장(少將)         |      |
| 교관(校官)     | 상교(上校) = 대령  |      |
| 교관(校官)     | 중교(中校) = 중령  |      |
| 교관(校官)     | 소교(少校) = 소령  |      |
| 위관(尉官)     | 상위(上尉) = 대위  |      |
| 위관(尉官)     | 중위(中尉)         |      |
| 위관(尉官)     | 소위(少尉)         |      |
| 준군관(准軍官) | 준위(准尉)         |      |
| 사관(士官)     | 상사(上士)         |      |
| 사관(士官)     | 중사(中士)         |      |
| 사관(士官)     | 하사(下士)         |      |
| 사병(士兵)     | 상등병(上等兵)     |      |
| 사병(士兵)     | 일등병(一等兵)     |      |
| 사병(士兵)     | 이등병(二等兵)     |      |

## 같이 보기
- 더글러스 맥아더